# Eric Curran
Eric Curran, född den 8 juni 1975 i Sarasota är en amerikansk racerförare.